# ハート・オブ・グラス
「ハート・オブ・グラス」（Heart of Glass）は、アメリカのニュー・ウェイヴバンド、ブロンディの曲である。1978年のアルバム『恋の平行線（Parallel Lines）』からシングル・カットされ、アメリカやイギリスを含む数か国の音楽チャートを席巻した。2000年にVH1's 100 Greatest Dance Songs in Rock and Rollに於いて、79位にランクイン。

## 歴史
1975年に「Once I Had a Love」の名前で録音されたのが最初である。当初はかなりのスロー・ナンバーで、ブルースやレゲエの様な雰囲気があった。曲は度々ツアーで演奏され、それから1978年に同じ題名で再録音された。その時曲は少しロック色を強め作られた。ブロンディがアルバム『恋の平行線』を録音している時、音楽シーンにおいてディスコは巨大な存在になっており、プロデューサーのマイク・チャップマンは曲にディスコの曲調を与えることを決め、その決定は曲を現在のような形にし、ブロンディの最もよく知られた録音の一つにした。シングル発売に当たって曲はチャップマンによってリミックスされ、ダブルトラック化されていたバスドラムを更に強調していた。
1979年1月に発売され、アメリカとイギリスの両方において1位に達した。イギリスのB面は「射撃場の出来事」であり、それはブロンディのセルフタイトル（『妖女ブロンディ』）のデビューアルバムからの曲であった。一方アメリカでは『恋の平行線』からの曲、「11:59」であった。「ハート・オブ・グラス」用のミュージック・ビデオはニューヨークのStudio 54で撮影された。
発売している7インチシングルは1979年の初め、国ごとに別々な版で発売された。ある国は普通のアルバム版（イギリス、3:54）を利用し、ある国ではアルバム版の編集（アメリカ、3:22）を利用し、またある国では12インチディスコ編集版（4:10）を利用した。ディスコ版は最近のコンピレーション版でよく見かける。例として、1994年のアンソロジー、『The Platinum Collection』、『Greatest Hits: Sight + Sound』（2005年）や『Greatest Hits: Sound & Vision』がある。バンドの最初のコンピレーションである、1981年の『ザ・ベスト・オブ・ブロンディ』ではプロデューサーのマイク・チャップマンはディスコ版とインストゥルメンタル版（4:33）を組み合わせたスペシャルミックスを作成した。1981年版は2002年の『グレイテスト・ヒッツ』に収録されている。

## 収録曲
- イギリス7インチ (CHS 2276)
  1. ハート・オブ・グラス -"Heart of Glass" (Deborah Harry, Chris Stein) – 3:54
  2. 射撃場の出来事 -"Rifle Range" (Stein, R. Toast) – 3:41
- イギリス12インチ (CHS 12 2276)
  1. ハート・オブ・グラス -"Heart of Glass" (12" Disco Version) (Harry, Stein) – 5:50
  2. ハート・オブ・グラス -"Heart of Glass" (12" Instrumental) (Harry, Stein) – 5:14
  3. 射撃場の出来事 -"Rifle Range" (Stein, R. Toast) – 3:41
- アメリカ7インチ (CHS 2295)
  1. ハート・オブ・グラス -"Heart of Glass" (Harry, Stein) – 3:22
  2. 11:59 (Jimmy Destri) – 3:19
- アメリカ12インチ (CDS 2295)
  1. ハート・オブ・グラス -"Heart of Glass" (12" Disco Version) (Harry, Stein) – 5:50
  2. ハート・オブ・グラス -"Heart of Glass" (12" Instrumental) (Harry, Stein) – 5:14

## リミックスとサンプリング
「ハート・オブ・グラス」における最初の公式なリミックスはシェップ・ペティボーンによって作られた。ブロンディとデボラ・ハリーの1988年のリミックス・コンピレーション『Once More into the Bleach』にて発表され、一部の地域ではシングルとして発売された。曲はDiddyによってリミックスされ、1995年7月に再発売した。イギリスのシングルチャートで15位に届き、1995年のリミックス・コンピレーション『Beautiful - The Remix Album』に収録された。2007年、Positiva Recordsは7曲入りEPを発売した。その中にはオリジナルのラジオ、アルバム版の曲が入っており、さらにDJ Edisonによる5つの新しいリミックスも入っている。ミッシー・エリオットの2003年のヒット、「ワーク・イット」は有名なローランド CR-78ドラムマシンによる曲のイントロをサンプリングしていた。

## チャートの最高順位
| チャート （1979年）            | 最高順位 |
| ------------------------------ | -------- |
| アメリカ・Billboard Hot 100    | 1        |
| イギリス・全英シングルチャート | 1        |
| オーストラリア                 | 1        |
| オーストリア                   | 1        |
| ドイツ                         | 1        |
| スイス                         | 1        |
| スウェーデン                   | 3        |
| イタリア                       | 33       |

## カバー
- 1989年4月 Wink - アルバム『Especially For You 〜優しさにつつまれて〜』M-3「硝子の心 〜Heart of Glass〜」
日本語詞：森雪之丞 / 編曲：船山基紀
- 1992年7月 桃姫BAND - シングル「HEART OF GLASS」（1992年ノエビア・コスメティックルネッサンスCMソング）
日本語詞：AMII / 編曲：富田素弘